# Eduardo Sánchez de Fuentes
Eduardo Sánchez de Fuentes y Peláez (La Habana, 3 de abril de 1874-7 de septiembre de 1944) fue un compositor y escritor cubano. Fue autor de varios libros sobre la historia de la música folclórica cubana.

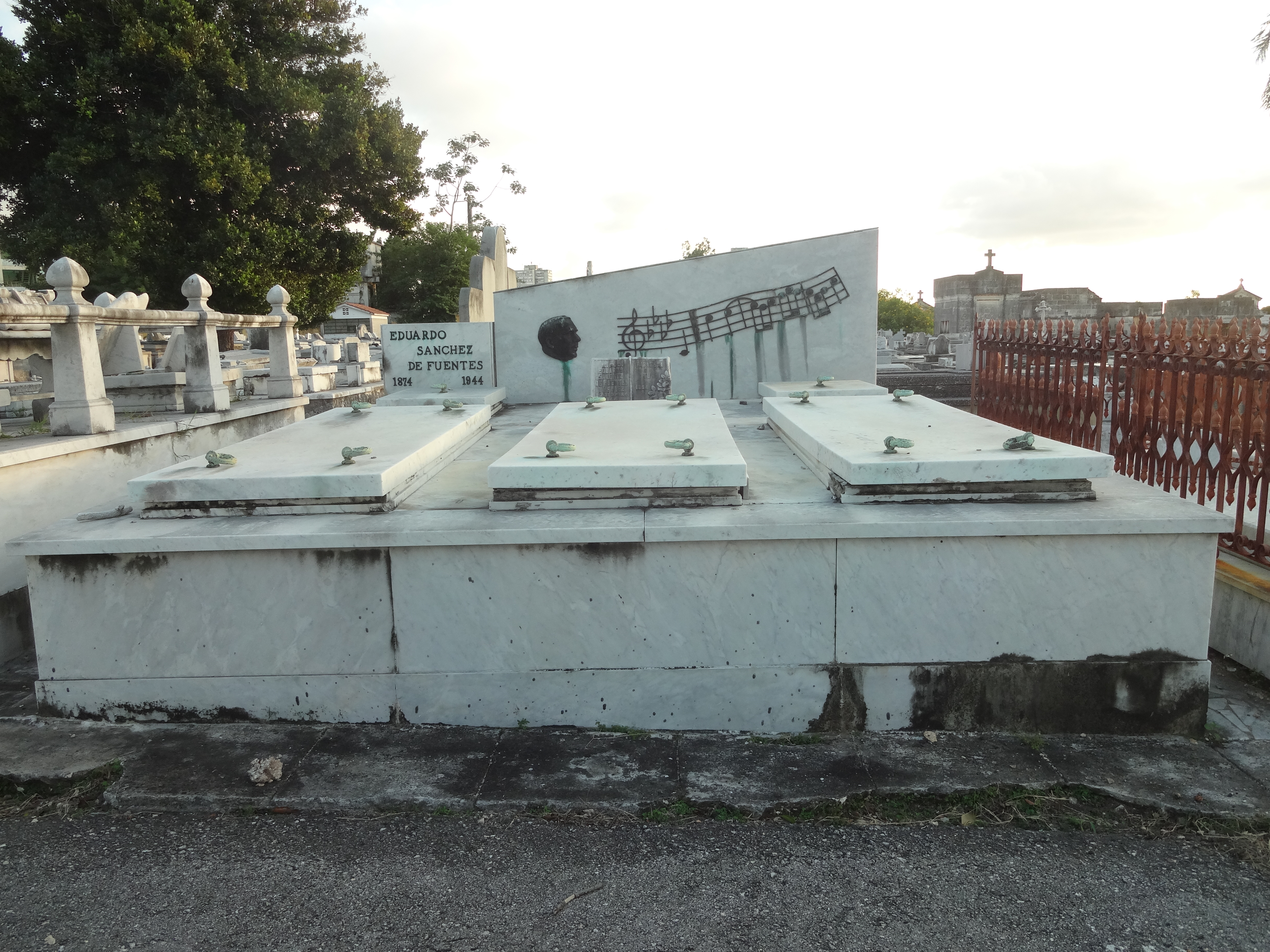
Tumba

Su composición más conocida es la habanera Tú, escrita cuando Sánchez tenía dieciséis años. Posteriormente, escribió la música de la ópera Yumurí y del ballet Dioné, el oratorio Navidad y la cantata Anacaona. Era hijo del escritor español Eugenio Sánchez de Fuentes.

## Libros
- La música aborigen de América (1939)
- La última firma de Brindis de Sala
- Viejos ritmos cubanos (1937)
- Consideraciones sobre la música cubana (1936)
- Ignacio Cervantes Kawanag, pianista y compositor eminente (1936)
- La contradanza y la habanera (1935)
- Foklorismo (1928)
- Influencía de los ritmos africanos en nuestro cancionero (1927)
- Cuba y sus músicos
- El folklore en la música cubana (1923)